# Meringopus fasciatus
Meringopus fasciatus là một loài tò vò trong họ Ichneumonidae.